# Nicolas Perez
Nicolas Perez (Marseille, 26 oktober 1990) is een Frans profvoetballer die als aanvaller speelt.
Perez begon bij FC Gueugnon, waar hij niet doorbrak. Na in de lagere Franse reeksen veelvuldig te scoren, kwam hij bij Lille OSC waar hij in het tweede elftal speelde. Vanaf januari 2014 speelde hij op huurbasis bij de Belgische club Royal Mouscron-Péruwelz. In 2015 liep zijn contract af. In 2016 speelde Perez enkele maanden voor FC Martigues. Sinds 2017 komt hij uit voor het Luxemburgse FC Differdange 03.